# Sère-Rustaing
Sère-Rustaing ist eine französische Gemeinde mit 128 Einwohnern (Stand 1. Januar 2022) im Département Hautes-Pyrénées in der Region Okzitanien. Sie gehört zum Kanton Les Coteaux und zum Arrondissement Tarbes. 

## Lage
Sie ist umgeben von folgenden Nachbargemeinden:
| Mun        | Lamarque-Rustaing                           | Villembits |
|            | Kompassrose, die auf Nachbargemeinden zeigt |            |
| Peyriguère |                                             | Bugard     |

## Bevölkerungsentwicklung
| Jahr                      | 1962 | 1968 | 1975 | 1982 | 1990 | 1999 | 2008 | 2016 |
| ------------------------- | ---- | ---- | ---- | ---- | ---- | ---- | ---- | ---- |
| Einwohner                 | 135  | 103  | 107  | 106  | 112  | 111  | 132  | 128  |
| Quelle: Cassini und INSEE |      |      |      |      |      |      |      |      |